# Хотанська мова
Хотанська мова — тюркська мова, яка входить до карлуцько-хорезмійської групи (не плутати з іранською хотано-сакською і хотонським діалектом ойратської, а також тюркською хотонською мовами). Вважається діалектом уйгурської мови (південний діалект, група південних говорів).
Поширена на півдні Сіньцзян-Уйгурського автономного району (префектура Хотан, повіти Черчен і Чарклик Баянгол-Монгольської автономної префектури). Розрізняють кілька говорів, основні з яких: хотанський (Хотан), гумський (Гума), каракаський (Каракаш), керійський (Керія), нійський (Нія), чірський (Чіра), черченський (Черчен).